# Huansu S2
Huansu S2 — пятиместный компактный SUV, выпускавшийся подразделением Huansu компании BAIC Motor.

## Описание
Huansu S2 дебютировал в 2014 году на Пекинском автосалоне. Как и Huansu S3, Huansu S2 выпускался компанией Beiqi Yinxiang Automobile — совместным предприятием Beijing Auto (Beiqi) и Yinxiang Motorcycle Group. В 2015 году автомобиль прошёл рестайлинг.

## Технические характеристики
Huansu S2 оснащался 1,5-литровым двигателем мощностью 113 л. с. или же 1,8-литровым двигателем мощностью 138 л. с. и крутящим моментом 180 Н·м. Коробка передач — пятиступенчатая механическая.

## Галерея

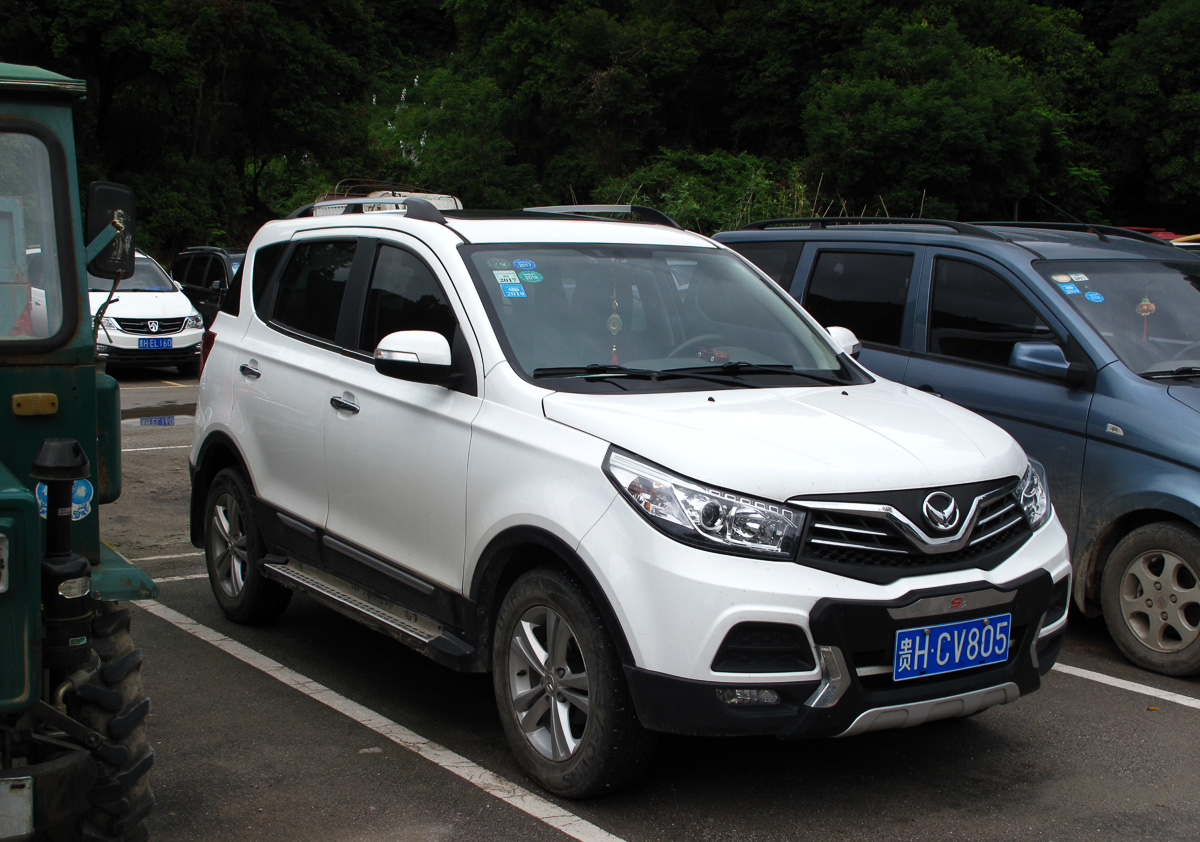
Вид спереди
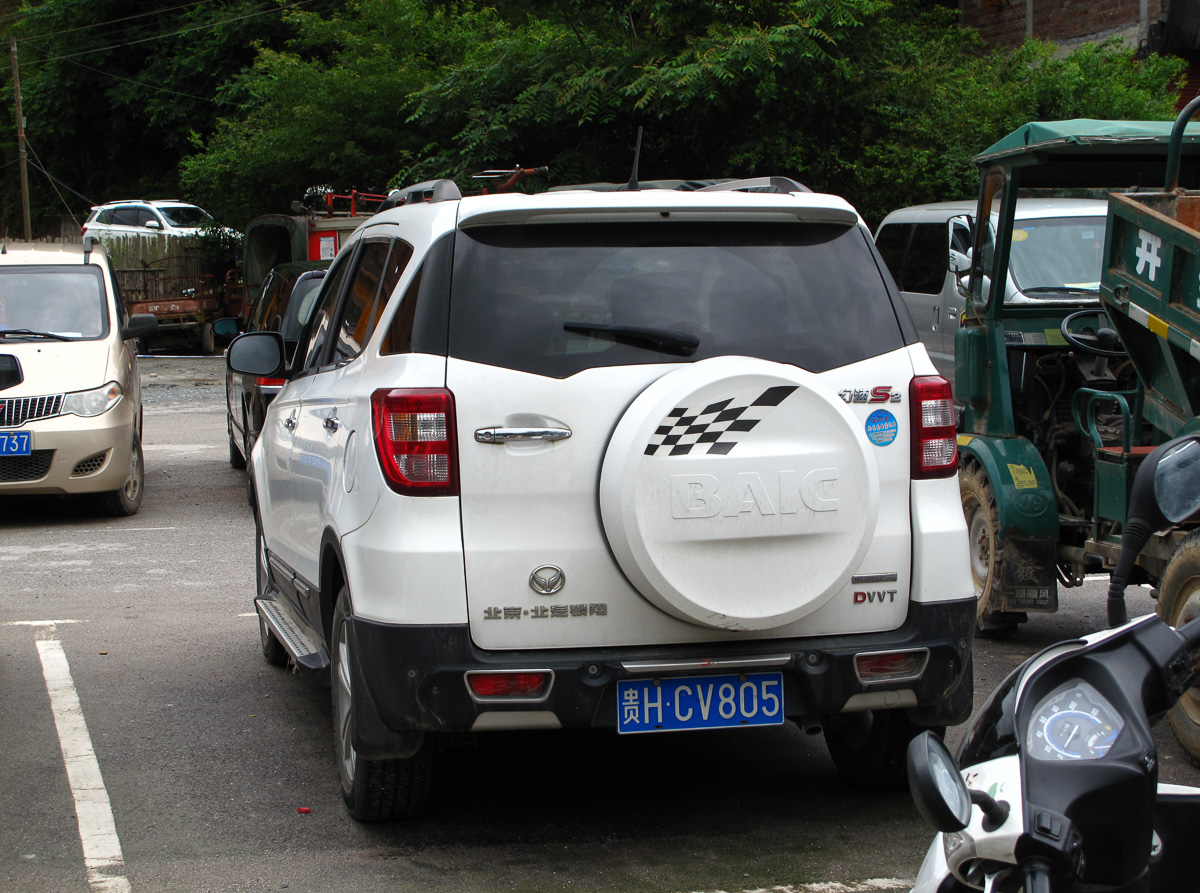
Вид сзади
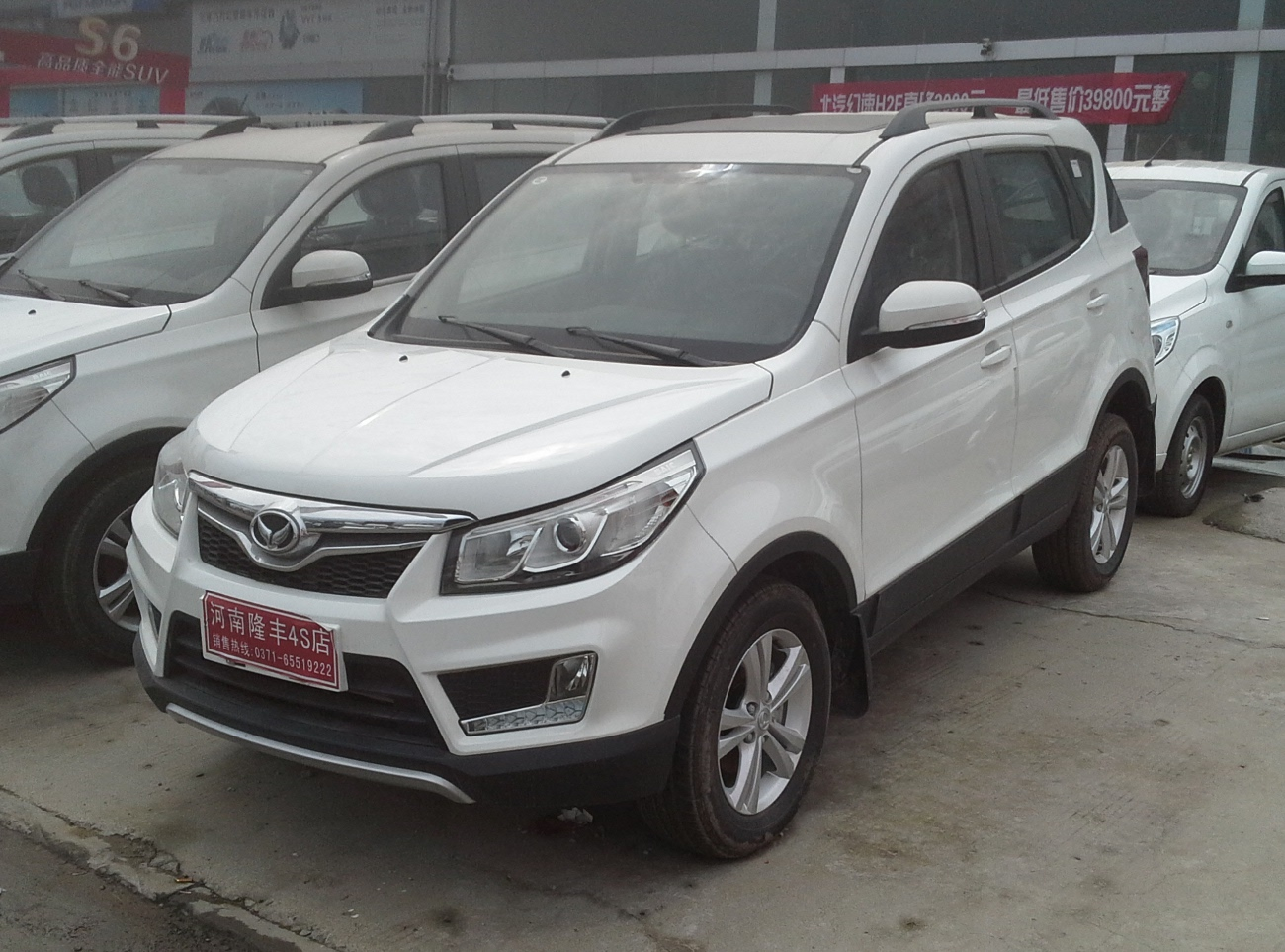
Фейслифтинг